# タルチシオ・ブルニチ
タルチシオ・ブルニチ（Tarcisio Burgnich、1939年4月25日 - 2021年5月26日）は、イタリア、ルーダ出身の元サッカー選手。現役時代のポジションはDF（スイーパー、右サイドバック）。

## 経歴
SSCナポリのユース出身。1958年にウディネーゼでデビューし、ユヴェントス、パレルモを経て1962年にインテルへ加入。エレニオ・エレーラに率いられグランデ・インテルと呼ばれたインテルの一員として多くのタイトルに恵まれた。インテルでは12年所属し、467試合に出場した。1974年にナポリへ移籍し、1977年に引退した。
イタリア代表としても10年以上に亘って活躍、1968年にはUEFA欧州選手権優勝に貢献した。FIFAワールドカップにも3度出場し、1970年大会ではブラジル代表に敗れるも準優勝となった。決勝で対戦したペレは、「試合前、"彼も他の人と同じく皮と骨でできている"と自分に言い聞かせたが、それは間違いだった（I told myself before the game, he's made of skin and bones just like everyone else. But I was wrong.）」と語った。
引退後、1978年にASリヴォルノ・カルチョの監督に就任。その後も多くのチームを率いた。

## 獲得タイトル
- スクデット　1960-61, 1962-63, 1964-65, 1965-66, 1970-71
- UEFAチャンピオンズカップ　1963-64, 1964-65
- インターコンチネンタルカップ　1964, 1965
- UEFA欧州選手権　1968